# رباط عقبي نردي
الرباط العقبي النردي (المكعبي) هو رباط ليفي يصل السطح العلوي لعظم العقب بالسطح الظهري للعظم النردي.
هو يشكّل جزءاً من الرباط المُنْشَعِب (المنقسم).